# Travestimento de gênero
Transvestismo, travestismo ou travestimento é o ato de vestir-se com as roupas e acessórios de um membro do sexo oposto. O termo se refere comumente a pessoas que foram designadas ao gênero masculino, que são a maioria a apresentar esse comportamento. :266
Na Psicologia e Psiquiatria, o diagnóstico de transtorno transvéstico só é aplicado aos indivíduos que tiverem os sintomas de um transtorno parafílico, ou seja, se o ato causa sofrimento ao indivíduo. O transvestismo também é diferente da transgeneridade, uma vez que os indivíduos normalmente são cisgêneros.

## História
Há registros do termo em francês desde o século XIX, o qual foi importado ao português, entretanto o fenômeno não é novo e é referido na Bíblia hebraica.
Magnus Hirschfeld, já no século XX, é muitas vezes creditado por cunhar a palavra em inglês "transvestite" (do Latim trans-, "sobre, cruzado" e vestitus, "vestido") para se referir ao interesse sexual em cross-dressing. Ele usou o termo para descrever pessoas que habitualmente e voluntariamente usavam roupas do gênero oposto. O grupo de travestis de Hirschfeld consistia em homens e mulheres, com orientações sexuais heterossexuais, homossexuais e bissexuais.
Hirschfeld não estava feliz com o termo, ele acreditava que a vestimenta era apenas um símbolo externo escolhido com base em várias situações psicológicas internas. Na verdade, Hirschfeld ajudou as pessoas a alcançarem as primeiras mudanças de nome e a realizar o primeiro relato de cirurgia de redesignação sexual. Portanto, o termo "travesti" de Hirschfeld foram, em termos de hoje, não eram apenas travestis, mas uma variedade de pessoas do espectro transgênero.
Hirschfeld também notou que a excitação sexual era associada frequentemente ao travestismo. Na terminologia mais recente, isso é às vezes chamado de fetichismo travesti. Hirschfeld também distinguiu claramente entre o travestismo como uma expressão de (trans) sentimentos "contrassexuais" de uma pessoa e comportamento fetichista, mesmo que este último envolvido vestisse roupas do outro sexo.

## Cultura
Em algumas culturas, o travestismo é praticada por razões religiosas, tradicionais ou cerimoniais. Por exemplo, na Índia, alguns devotos do sexo masculino do deus hindu Krishna, especialmente em Mathura e Vrindavan, vestiam-se com roupas do sexo feminino para posar como sua consorte, a deusa Radha, como um ato de devoção.  Na Itália, o napolitana femminielli ("machos femininos") usa vestidos de casamento, chamado de matrimonio dei femminielli ("casamento do femminielli") e uma procissão tem lugar pelas ruas, uma tradição que, aparentemente, tem origens pagãs.

## Definições
Dentro das ciências da medicina e da psicologia o travestismo frequentemente é subdividido em algumas categorias, entre elas: travestismo fetichista, travestismo exibicionista e travestismo transexual ou wisley.
O travestismo fetichista caracteriza-se por vestir roupas do sexo oposto com o objetivo principal de obter excitação sexual e de criar a aparência de pessoa do sexo oposto.  Nesse contexto é comum haver um certo arrependimento após o orgasmo caracterizado, por exemplo, pela necessidade de se remover as roupas do sexo oposto com o declínio da excitação sexual. Em abordagem semelhante considera-se o travestismo fetichista como uma um transtorno de "Personalidade Ansiosa ou Esquiva" caracterizada, por exemplo, por uma certa angústia, tensão, apreensão, insegurança e inferioridade associado a um desejo permanente de ser amado e aceito. Em comum nessas abordagens destaca-se um certo sofrimento associado ao ato de travestir-se, motivo que provavelmente justifica a visão de que o travestismo fetichista pode ser considerada uma patologia psiquiátrica de longa duração. Na Classificação Internacional de Doenças da OMS (CID) o termo travestismo é abordado em dois tópicos: “travestismo fetichista” (F65.1) e “transtornos múltiplos da preferência sexual” (F65.6).
No travestismo fetichista, o paciente do sexo masculino se veste como mulher para gerar excitação sexual nele mesmo, a qual leva à relação sexual heterossexual ou à masturbação.
O travestismo fetichista difere da transexualidade enquanto identidade de gênero, caracterizada pelo desejo de viver e ser aceito como sendo de um gênero diferente; transexuais, travestis e alguns crossdressers podem manifestar esse desejo, travestindo-se ocasionalmente ou no dia-a-dia e eventualmente assumir integralmente uma identidade do sexo oposto. O travestismo fetichista pode estar presente nas etapas iniciais do travestismo transexual.